# الدوري الإكوادوري لكرة القدم 2018
الدوري الإكوادوري لكرة القدم 2018 (بالإسبانية: Campeonato Ecuatoriano de Fútbol Serie A 2018)‏ هو الموسم 60 من الدوري الإكوادوري لكرة القدم. كان عدد الأندية المشاركة فيه 12، وفاز فيه ليجا دي كويتو.